# Adi Luhur (Panca Jaya)
Adi Luhur is een bestuurslaag in het regentschap Mesuji van de provincie Lampung, Indonesië. Adi Luhur telt 3412 inwoners (volkstelling 2010).